# Sony Xperia ion
Sony Xperia ion — смартфон із серії Sony Xperia, розроблений компанією Sony, анонсований 9 січня 2012 року на CES, разом із Xperia S.

## Характеристики смартфону

### Апаратне забезпечення
Смартфон працює на базі двоядерного процесора Qualcomm Snapdragon S3 (MSM8260), що працює із тактовою частотою 1,5 ГГц (архітектура ARMv7), 1 ГБ оперативної пам’яті і використовує графічний процесор Adreno 220 для обробки графіки. Пристрій також має внутрішню пам’ять об’ємом 16 ГБ, із можливістю розширення карткою microSDXC до 32 ГБ. Апарат оснащений 4,5-дюймовим (114,3 мм відповідно) екраном із розширенням 720 x 1280 пікселів із щільністю пікселів 342 ppi, що виконаний за технологією TFT. Він підтримує мультитач, High Definition Reality з мобільним BRAVIA engine від Sony і здатний відображати 16 777 216 кольорів. В апарат вбудовано 12-мегапіксельну основну камеру, що може знімати Full HD-відео (1080p) із частотою 30 кадрів на секунду з безперервним автофокусом, відеопідсвічуванням і відеостабілізатором. У наявності також 1,3-мегапіксельна фронтальна камера яка спроможна на якість 720p із частотою 30 кадрів на секунду. Дані передаються через роз'єм micro-USB, який також підтримує USB On-The-Go, і порт micro HDMI для перегляду зображень і відео з пристрою на екрані телевізора. Щодо наявності бездротових модулів Wi-Fi (802.11b/g/n), Bluetooth 2.1, DLNA, вбудована антена стандарту GPS + ГЛОНАСС. Він також має NFC (Near Field Communication), який можна використовувати з Xperia SmartTags, або для фінансових транзакцій, за допомогою відповідних програм із Google Play. Весь апарат працює від незмінного Li-ion акумулятора ємністю 1900 мА·гмА·г, що може пропрацювати у режимі очікування 400 годин (16,7 дня), у режимі розмови — 10 годин, і важить 144 грамів.

### Програмне забезпечення
Операторська версія Sony Xperia ion (LT28at) для AT&T постачалася з встановленою Android 2.3 «Gingerbread», але 26 вересня в деяких країнах або операторах було оновлено до версії 4.0.4 «Ice Cream Sandwich». Міжнародна HSPA-версія (LT28h) постачалася вже з коробки Android 4.0.4 «Ice Cream Sandwich», коли операторська ще очікувала на оновлення. Телефон інтегрований із Facebook і Twitter і має інтерфейс користувача Timescape. Він також має сертифікацію PlayStation Mobile, що дозволяє користувачам грати в ігри PlayStation Suite, і підключений до Sony Entertainment Network, що дозволяє користувачам отримувати доступ до Music & Video Unlimited. Xperia ion також сертифікований DLNA. Sony зробила доступне оновлення для всіх версій смартфона до Android 4.1.2 «Jelly Bean» 26 червня 2013 року.

## Критика
Ресурс PhoneArena поставив апарату 8 із 10 балів. До плюсів екран, якісна збірка, мультимедія, до мінусів — Gingerbread, час роботи батареї, реакція сенсорних клавіш, робота браузера.
TechRadar поставив 3.5/5, сказавши, що «ціна примушує забути мінуси». Сподобались дизайн, процесор, не сподобались — звучання, якість фото і відео.

### Відео
- Огляд Sony Xperia ion від PhoneArena (англ.)
- Огляд Sony Xperia ion [Архівовано 14 вересня 2012 у Wayback Machine.] від MobileTechReview (англ.)

### Огляди
- Нік Т. Sony Xperia ion [Архівовано 30 квітня 2013 у Wayback Machine.] на сайті PhoneArena (англ.)
- Метт Говкінс. Огляд Sony Xperia ion [Архівовано 4 квітня 2013 у Wayback Machine.] на сайті TechRadar (англ.)